# フアン・マヌエル・イトゥルベ
フアン・マヌエル・イトゥルベ・アレバロス（Juan Manuel Iturbe Arévalos、1993年6月4日 - ）は、アルゼンチン・ブエノスアイレス出身のサッカー選手。パラグアイ代表。アリス・テッサロニキ所属。ポジションはFW。

## 経歴
2009年6月28日、パラグアイのセロ・ポルテーニョでデビューを果たした。2010年8月、アルゼンチンのキルメスACに移籍した。2011年1月、ポルトガルのFCポルトに移籍することが決まった。なおチームに加入するのは18歳になったときである。ポルト加入までの間、古巣のセロ・ポルテーニョに復帰した。2月17日、コパ・リベルタドーレスのCSDコロコロ戦で2ゴールを記録した。
2013年夏にセリエAに昇格したエラス・ヴェローナにレンタル移籍した。昇格したチームを10位に導いた活躍が認められ、ユヴェントスやACミラン、ASローマ、レアル・マドリードCFといったイタリア内外の強豪が彼の獲得に動いた。2013-14シーズン終了後、エラス・ヴェローナは1500万ユーロでの買取を決定。
2014年7月16日、争奪戦を制したASローマへの移籍が決定した。移籍金はボーナスを含めて2450万ユーロと発表されたが、実際は彼の保有権を持つ第三者に支払う金額も含めて3000万ユーロ近いといわれている。
2016年1月1日、AFCボーンマスにレンタル移籍した。
2017年から、トリノFCにレンタル移籍した。
2017年8月21日、メキシコ・リーガMXのクラブ・ティフアナに買取オプション付きのレンタル移籍した。
2018年、クラブ・ウニベルシダ・ナシオナルに移籍した。
2021年8月27日、アリス・テッサロニキに2年契約で移籍した。

## 代表歴
パラグアイ代表として2009年に親善試合のチリ代表戦で16歳のときにA代表デビューを果たした。またアルゼンチン代表として2011 南米ユース選手権、2011 FIFA U-20ワールドカップに出場したが、最終的にフル代表はパラグアイ代表でプレーしている。

## 所属クラブ
- セロ・ポルテーニョ 2009-2010
- キルメスAC 2010-2011
- FCポルト 2011-2014

→ セロ・ポルテーニョ 2011
→ CAリーベル・プレート 2013 (loan)
→ エラス・ヴェローナFC 2013-2014 (loan)
- エラス・ヴェローナFC 2014
- ASローマ 2014-2018

→ AFCボーンマス 2016 (loan)
→ トリノFC 2017 (loan)
→ クラブ・ティフアナ 2017-2018 (loan)
- クラブ・ティフアナ 2018
- クラブ・ウニベルシダ・ナシオナル 2018-2021

→ CFパチューカ 2020
- アリス・テッサロニキ 2021-

## 個人成績

### クラブ
| クラブ               | シーズン | 国内リーグ | 国内リーグ | 国内カップ | 国内カップ | 国際カップ | 国際カップ | 通算 | 通算 |
| クラブ               | シーズン | 出場       | 得点       | 出場       | 得点       | 出場       | 得点       | 出場 | 得点 |
| -------------------- | -------- | ---------- | ---------- | ---------- | ---------- | ---------- | ---------- | ---- | ---- |
| セロ・ポルテーニョ   | 2009     | 3          | 0          | 0          | 0          | 0          | 0          | 3    | 0    |
| セロ・ポルテーニョ   | 2010     | 3          | 0          | 0          | 0          | 0          | 0          | 3    | 0    |
| セロ・ポルテーニョ   | 2011     | 15         | 3          | 0          | 0          | 8          | 2          | 23   | 5    |
| FCポルト             | 2011-12  | 3          | 0          | 0          | 0          | 0          | 0          | 3    | 0    |
| FCポルト             | 2012-13  | 1          | 0          | 0          | 0          | 0          | 0          | 1    | 0    |
| CAリーベル・プレート | 2013     | 17         | 3          | 0          | 0          | 0          | 0          | 17   | 3    |
| FCポルト             | 2013-14  | 1          | 0          | 0          | 0          | 0          | 0          | 1    | 0    |
| エラス・ヴェローナFC | 2013-14  | 33         | 8          | 0          | 0          | 0          | 0          | 33   | 8    |
| ASローマ             | 2014-15  | 27         | 2          | 0          | 0          | 9          | 1          | 36   | 3    |
| ASローマ             | 2015-16  | 12         | 1          | 0          | 0          | 6          | 0          | 18   | 1    |
| AFCボーンマス        | 2015-16  | 2          | 0          | 2          | 0          | 0          | 0          | 4    | 0    |

## タイトル
セロ・ポルテーニョ
- リーガ・パラグアージャ (1) : 2009

FCポルト
- スーペル・リーガ (1) : 2011-12
- スーペルタッサ・カンディド・デ・オリベイラ (1) : 2013